# Hinte
Hinte è un comune di 7.119 abitanti della Bassa Sassonia, in Germania.
Appartiene al circondario (Landkreis) di Aurich (targa AUR).
Il 1º luglio 1972 incorporò il territorio dei comuni soppressi di Canhusen, Cirkwehrum, Groß Midlum, Loppersum, Osterhusen, Suurhusen e Westerhusen.